# Logima zetterstedti
Logima zetterstedti är en tvåvingeart som beskrevs av Jezek 1983. Logima zetterstedti ingår i släktet Logima och familjen fjärilsmyggor. Inga underarter finns listade i Catalogue of Life.